# Snæfjall (berg i Island)
Snæfjall är ett berg i republiken Island. Det ligger i regionen Västfjordarna, 230 km norr om huvudstaden Reykjavík. Toppen på Snæfjall är 783 meter över havet, eller 114 meter över den omgivande terrängen. Bredden vid basen är 2,7 km.
Närmaste större samhälle är Ísafjörður, omkring 19 kilometer sydväst om Snæfjall. Trakten runt Snæfjall består i huvudsak av gräsmarker.